# Bengt Bellander (militär)
Bengt Erik Conrad Bellander, född 30 januari 1916 i Vassunda, död 4 september 1989 i Riseberga, var en svensk militär (överste).

## Biografi
Bellander utnämndes till fänrik i Flygvapnet 1938. Han var verksam som flyglärare vid Krigsflygskolan (F 5) 1938–1945 och lärare vid Flygkadettskolan (F 20) 1948–1951. Han var flottiljchef vid Norrbottens flygflottilj (F 21) 1959–1965 och flottiljchef vid Krigsflygskolan (F 5) 1965–1971.

## Utmärkelser
- Riddare av Svärdsorden, 1952.[1]
- Kommendör av Svärdsorden, 6 juni 1964.[2]
- Kommendör av första klass av Svärdsorden, 6 juni 1967.[3]